# Tombet
El tombet també és un plat típic de Mallorca molt similar a la samfaina.

## Receptes
El tombet mallorquí es prepara amb làmines fines de patates, albergínies i pebrots vermells prèviament fregits en oli d'oliva. Després de traslladar les làmines a una cassola es cobreix amb tomàquet sofregit amb all i julivert i es fica al forn per una estona. Sovint es presenta en una greixonera.
El tombet es pot menjar sol com si fos un plat vegetarià, però en la cuina local mallorquina se serveix freqüentment per acompanyar el llom de porc o peixos com la serviola o la llampuga, segons l'època de l'any. Cal dir que és important no pelar ni les albergínies ni els pebrots abans de tallar-los en làmines.
Com que el tombet és la versió mallorquina de la samfaina del Principat o de la ratatolha occitana hi ha qui, influenciat per aquests plats, afegeix carabassó, però aquest darrer no es troba en el plat tradicional.
En la cuina valenciana, i en concret a la de la comarca de la Plana, es cuinen les faves o bajoquetes al tombet, una recepta humil de llauradors que consisteix a sofregir abundant ceba fins que grogueja, afegint-hi també abundant tomaca ratllada i les bajoquetes trossejades quan la tomaca comença a bullir. Les bajoques han de bullir dins el brou de tomaca i, per tant, la quantitat ha de ser-ne abundosa. Les Bajoquetes al Tombet s'estofen a foc lent en cassola de fang i es remouen a tombs suaus. Hi existeixen variants amb trossets de pernil, embotit o carn de porc. Al Maestrat de Castelló hom coneix una altra recepta, molt antiga, el Tombet de Benassal o Tombet del Maestrat, feta amb la mateixa tècnica, que consisteix a bullir caragols cristians -blancs- amb herbes aromàtiques i cuinar-los en una olla on es guisen amb carn de conill o de xai, afegint-hi una salsa espessa composta de julivert, alls, ametles, ou dur esmicolat i safrà al final del bull. Hi existeixen altres variants segons les localitats.